# Английская футбольная лига
Англи́йская футбо́льная ли́га (англ. English Football League, EFL) — профессиональная лига, объединяющая футбольные клубы Англии и частично Уэльса. Была основана под названием Футбольная лига (англ. The Football League) в 1888 году и является старейшей футбольной лигой в мире. С 1888 по 1992 годы в ней находился высший дивизион английского чемпионата и определялся чемпион Англии. С 1992 года высшим дивизионом английского футбола стала Премьер-лига, не входящая в состав Футбольной лиги.
С 1995 года в Футбольную лигу входит 72 клуба. Они разделены на три дивизиона: Чемпионшип (EFL Championship), Лигу 1 (EFL League One) и Лигу 2 (EFL League Two). По результатам каждого сезона происходят перемещения команд: худшие клубы выбывают в более низкие дивизионы, а лучшие выходят в дивизионы уровнем выше. Кроме перемещений клубов внутри собственно Футбольной лиги, три лучших клуба из Чемпионшипа выходят в Премьер-лигу, а два худших клуба из Лиги 2 выбывают в Национальную лигу. Таким образом, Футбольная лига является одним из звеньев системы футбольных лиг Англии, занимая в ней ступени со второй по четвёртую. В Футбольной лиге выступают в основном английские клубы, за исключением нескольких клубов из Уэльса.
Под эгидой Футбольной лиги также проводятся два кубковых турнира: Кубок Английской футбольной лиги и Трофей Английской футбольной лиги.
Начиная с сезона 2016/17 Футбольная лига сменила название на Английскую футбольную лигу (англ. English Football League, EFL).

## Краткий обзор
Футбольная лига Англии является старейшей профессиональной футбольной лигой в мире. Она была основана в 1888 году директором футбольного клуба «Астон Вилла» Уильямом Макгрегором; первоначально в неё входило 12 клубов. В XX веке Футбольная лига активно развивалась, в ней создавались новые дивизионы, и к 1950 году число участников достигло девяноста двух. Из-за экономических соображений ведущие клубы Первого дивизиона Футбольной лиги приняли решение об отделении от Футбольной лиги в 1992 году, после чего была основана Премьер-лига. В связи с этим с 1992 года ведущие клубы Англии не входят в состав Футбольной лиги, хотя система повышения в классе и выбывания между Футбольной лигой и Премьер-лигой сохраняется. В общей сложности за всю историю существования Футбольной лиги в ней выступал 141 клуб (данные на начало сезона 2013/14).

## Турниры

### Лига
72 клуба, входящие в Футбольную лигу, распределены между тремя дивизионами: Чемпионшипом Футбольной лиги, Лигой 1 и Лигой 2 (ранее они назывались Первый дивизион Футбольной лиги, Второй дивизион Футбольной лиги и Третий дивизион Футбольной лиги соответственно; их переименование было инициировано спонсорами). В каждом из дивизионов выступает по 24 команды, каждая из которых проводит в сезоне 46 матчей в чемпионате: 23 на домашнем поле и 23 — на выезде.
За победу в матче команда получает три очка, за ничью — одно, за поражение — ни одного. По завершении сезона в каждом дивизионе несколько лучших клубов выходят в дивизион уровнем выше, несколько худших — вылетают в дивизион уровнем ниже. Так, три клуба из Чемпионшипа выходят в Премьер-лигу, а три клуба из Премьер-лиги, соответственно, вылетают в Чемпионшип. Два клуба из Лиги 2 выбывают в Национальную лигу, а два клуба из Национальной лиги получают «повышение» и выходят в Лигу 2.
| Дивизион   | Выходят напрямую                     | Выходят после плей-офф                         | Выбывают                            |
| ---------- | ------------------------------------ | ---------------------------------------------- | ----------------------------------- |
| Чемпионшип | Клубы, занявшие 1-е и 2-е места      | Один клуб из числа занявших с 3-е по 6-е место | Три клуба, занявших низшие места    |
| Лига 1     | Клубы, занявшие 1-е и 2-е места      | Один клуб из числа занявших с 3-е по 6-е место | Четыре клуба, занявших низшие места |
| Лига 2     | Клубы, занявшие 1-е, 2-е и 3-е места | Один клуб из числа занявших с 4-е по 7-е место | Два клуба, занявших низшие места    |

Клубы, которые выходят в более высокий дивизион или выбывают в более низкий, определяются по их позициям в итоговой турнирной таблице, однако, для поддержания большего интереса к турниру, одна путёвка в вышестоящий дивизион разыгрывается в ходе плей-офф по окончании сезона. В плей-офф принимают участие четыре команды, занявшие лучшие места по итогам сезона, но не получившие право выйти в высший дивизион напрямую. Таким образом, возможна ситуация, когда команда, занявшая шестое место по итогам сезона в Чемпионшипе Английской футбольной лиги либо Лиге 1, либо седьмая команда в Лиге 2, может выйти в высший дивизион, обыграв в плей-офф команды, которые финишировали на более высоких позициях в турнирной таблице.
В Футбольной лиге выступает один клуб из Уэльса — «Ньюпорт Каунти». Этот клуб не может выступать в Премьер-лиге Уэльса и Кубке Уэльса, что также лишает его возможности квалифицироваться в клубные соревнования под эгидой УЕФА через квоту от Уэльса. Подобная практика имела место до 1996 года — побеждая в Кубке Уэльса, выступавшие в Футбольной Лиге «Рексем», «Кардифф Сити», «Суонси Сити» и «Мертир Тидвил» получали место в розыгрыше Кубка обладателей кубков.
Начиная с сезона 2004/05 Футбольная лига начала штрафовать клубы, испытывающие серьёзные финансовые проблемы и попадающие из-за этого под внешнее управление. Если это происходит до 31 марта, с клуба снимается 10 очков. В случае если клуб выводится под внешнее управление после 1 апреля, он либо также лишается 10 очков (если по окончании сезона он финишировал вне зоны вылета), либо (если он вылетает в любом случае) штраф переносится на следующий сезон.

### Кубковые турниры
Футбольная лига организует два кубковых турнира: Кубок Английской футбольной лиги (до 2016 года турнир был известен как Кубок Футбольной лиги; текущее официальное название — Кубок Карабао, англ. Carabao Cup) и Трофей Английской футбольной лиги (текущее официальное название — Трофей Папа-Джонс, англ. Papa John's Trophy). Кубок Футбольной лиги был основан в 1960 году; в нём принимают участие все клубы-участники Английской футбольной лиги и Премьер-лиги, а победитель получает право участия в розыгрыше Лиги Европы УЕФА следующего сезона. Трофей Английской футбольной лиги разыгрывается между клубами, входящими в Лигу 1 и Лигу 2. Кроме того, клубы Английской футбольной лиги участвуют в розыгрыше Кубка Англии: представители Лиги 1 и Лиги 2 — начиная с первого раунда, представители Чемпионшипа — с третьего. В 1988 году Футбольная лига отпраздновала свой 100-летний юбилей проведением Турнира столетия на «Уэмбли», в котором приняли участие 16 клубов, а победу одержал «Ноттингем Форест».

## История

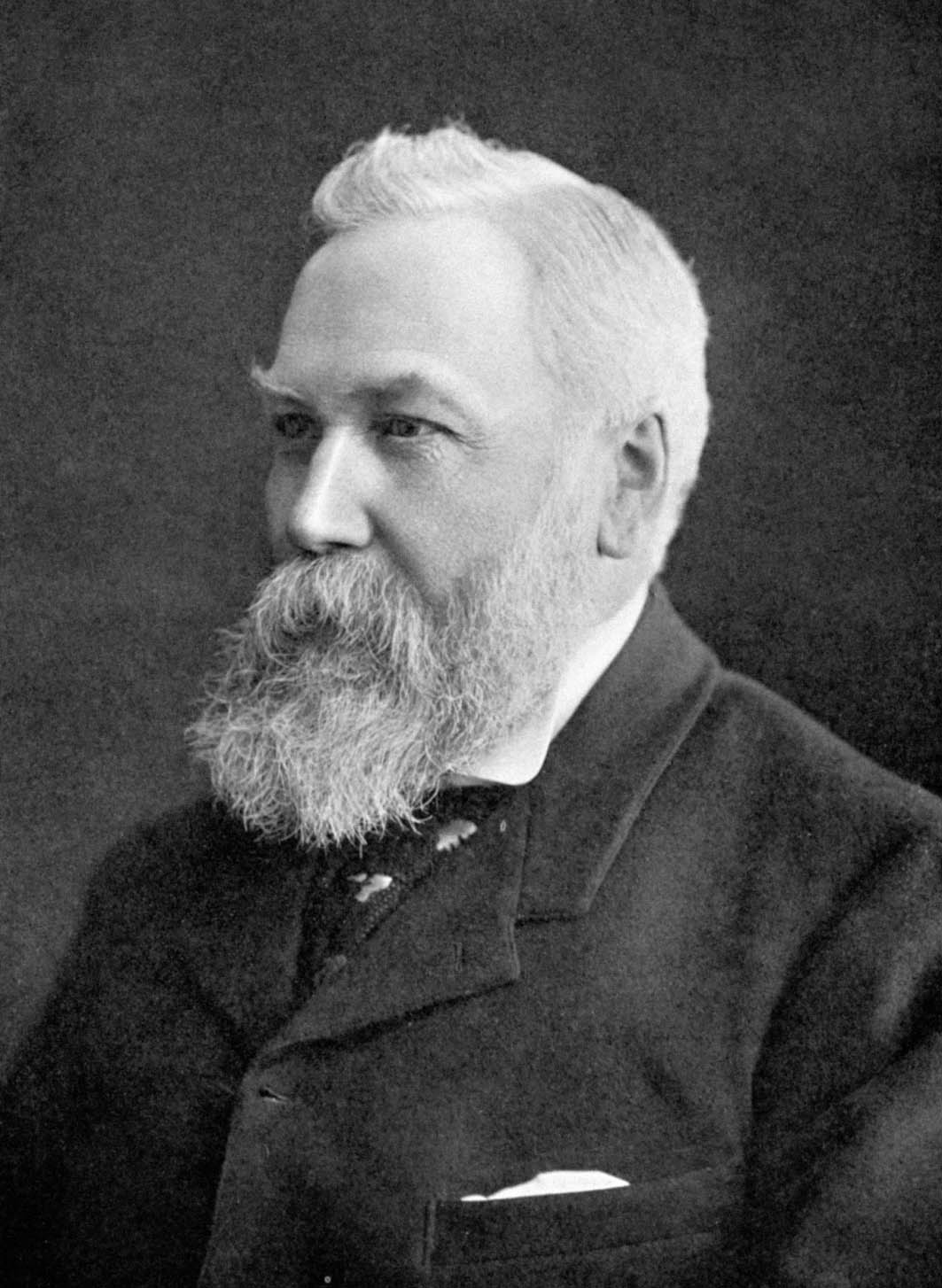
Уильям Макгрегор, основатель Футбольной лиги.

После четырёх лет дискуссий Футбольная ассоциация Англии в итоге признала профессиональный статус футбола; это произошло 20 июля 1885 года. До этого многие клубы нелегально выплачивали зарплату «профессиональным» футболистам, что вызывало недовольство со стороны других клубов, которые придерживались принципов «любительского» футбола. Со временем всё больше и больше футбольных команд становились профессиональными, а организованной лиги для них до сих пор не существовало.
Шотландский мануфактурщик и директор «Астон Виллы» Уильям Макгрегор первым предложил внести порядок в хаотичную до этого процедуру согласования матчей между клубами. 2 марта 1888 года он обратился с официальным заявлением к руководству клубов «Блэкберн Роверс», «Болтон Уондерерс», «Престон Норт Энд», «Вест Бромвич Альбион» и секретарю «Астон Виллы», в котором сообщил о формировании Футбольной лиги.
Первое собрание состоялось 23 марта 1888 года, накануне финала Кубка Англии, в отеле «Андерсон» в Лондоне, за которым последовало второе собрание в отеле «Роял» в Манчестере 17 апреля. 8 сентября этого же года стартовал первый сезон Футбольной лиги, в котором приняли участие 12 клубов.
Каждый клуб дважды играл со всеми другими клубами: один раз — на домашнем поле, другой раз — на поле соперника. За победу команде присуждалось два очка, за ничью — одно очко (эта система не была окончательно согласована до начала сезона, в качестве альтернативы предлагалось начислять только одно очко за победу и ноль за ничью и поражение). «Престон» выиграл первый сезон Футбольной лиги, не проиграв ни одного матча, и оформил первый клубный «дубль» в истории, также выиграв в этом сезоне Кубок Англии.
В первые сезоны существования Футбольной лиги к ней присоединялись новые клубы, а в 1892 году, в связи с расформированием Футбольного альянса, Лига расширилась до двух дивизионов. Клубы, занимавшие низшие места во Втором дивизионе, должны были по окончании сезона заново подавать заявки на участие в Футбольной лиге. В 1898 году была создана система автоматического выхода в высший дивизион и вылета в низший, когда оба дивизиона Лиги были расширены до 18 команд. Клубы, выбывающие во Второй дивизион и выходящие в Первый, определялись в ходе тестовых матчей между двумя клубами, занявшими низшие места в Первом дивизионе и двумя клубами, занявшими высшие места во Втором дивизионе. Эта система подверглась критике в первый же сезон после её введения, после того, как «Сток» и «Бернли» провели договорной матч, который обеспечил им обоим участие в Первом дивизионе в следующем сезоне.

Оригинальный логотип Футбольной лиги

«Астон Вилла» и «Сандерленд» доминировали в первые годы существования Футбольной лиги; через несколько лет в Лигу вошли северные клубы, например «Ньюкасл Юнайтед» и «Манчестер Юнайтед», добившиеся определённых успехов. «Ливерпуль» выиграл первый свой чемпионский титул в 1901 году. Лишь в начале XX века клубы с юга Англии вроде «Арсенала», «Челси» и «Тоттенхэма» начали утверждаться в Лиге, и лишь в 1931 году «Арсенал» первым из южных клубов выиграл чемпионат Англии.
После начала Первой мировой войны чемпионат не проводился на протяжении четырёх сезонов, возобновившись лишь в 1919 году, когда Первый и Второй дивизионы были расширены до 22 команд. В следующем 1920 году ведущие клубы из Южной футбольной лиги вошли в состав Футбольной лиги, сформировав Третий дивизион Футбольной лиги, который был переименован в 1921 году в Третий южный дивизион, так как параллельно из новых клубов был создан Третий северный дивизион. По одному клубу из каждого из этих дивизионов получали путёвку во Второй дивизион, а два худших клуба Второго дивизиона вылетали в соответствующую зону Третьего дивизиона. В связи с тем, что в Третьем дивизионе было две зоны, южная и северная, иногда возникали сложности с распределением вылетевших из Второго дивизиона клубов по зонам. Поэтому ряд клубов из центральных графств Англии вроде «Мансфилд Тауна» и «Уолсолла» в зависимости от ситуации перемещали то в южный, то в северный дивизион.
В 1925 году было принято новое правило офсайда, согласно которому для фиксирования положения «вне игры» число игроков между нападающим и линией ворот сокращалось с трёх до двух. Это привело к значительному увеличению количества забитых мячей в матчах. В 1939 году были введены номера на футболках игроков, а в 1951 году стали использоваться мячи белого цвета. В 1956 году состоялся первый матч под светом прожекторов: это была встреча между «Портсмутом» и «Ньюкасл Юнайтед». После этого стали проводиться вечерние матчи посреди недели.
В 1939 году чемпионат был вновь прерван в связи с началом Второй мировой войны, на этот раз на семь сезонов. В 1950 году Третий дивизион был расширен до 24 команд в обоих зонах (Север и Юг), что увеличило общее число клубов в Футбольной лиге до 92. В 1958 году было принято решение о реорганизации Третьего дивизиона и создании общеанглийского Третьего дивизиона и Четвёртого дивизиона. Клубы в верхней половине турнирной таблицы Третьего южного и Третьего северного дивизионов сформировали Третий дивизион, а клубы из нижней половины Третьего южного и Третьего северного дивизионов — Четвёртый дивизион. Между этими двумя дивизионами каждый сезон перемещаются четыре клуба (два вылетают, два выходят). Во Второй дивизион из Третьего выходило две команды до 1974 года, когда количество этих команд увеличилось до трёх.
В сезоне 1960/61 состоялся первый розыгрыш нового клубного турнира для клубов Лиги, Кубка Футбольной лиги. Первым обладателем Кубка Лиги стала «Астон Вилла». Первое время крупные клубы не уделяли этому турниру большого внимания, но в итоге Кубок Лиги прочно утвердился в футбольном календаре Англии, хотя и оставался менее престижным, чем Кубок Англии.
В 1965 году были введены замены в матчах для травмированных игроков, а в следующем году было разрешено проводить замены в тактических целях.
Начиная с сезона 1976/77, клубы, набравшие по итогам сезона одинаковое количество очков, распределялись по местам по разнице забитых и пропущенных мячей, а не по коэффициенту среднего количества голов (забитые мячи делились на пропущенные). Это было сделано с целью стимулирования атакующей игры, так как по разнице мячей атакующие команды получали большее преимущество, чем по старой системе среднего коэффициента. В случае одинакового количества очков и одинаковой разницы мячей приоритет получал клуб, забивший большее количество голов. Был всего лишь один сезон, когда это правило потребовалось для определения чемпиона: в сезоне 1988/89, когда «Арсенал» обыграл «Ливерпуль» со счётом 2:0 на «Энфилде» в последнем матче сезона. «Арсенала» сравнялся с «Ливерпулем» по количеству очков и разнице мячей, а по количеству забитых мячей обошел его, став чемпионом.

Логотип Футбольной лиги с 1988 по 2004 годы

В 1981 году произошло ещё одно важное изменение правил: за победу стали назначать три очка вместо двух, что также было сделано с целью стимулирования атакующего футбола (однако это правило не применялось ФИФА на чемпионатах мира вплоть до чемпионата мира 1994 года.) С 1987 года стали проводиться матчи плей-офф, в которых определялись команды, выходящие в более высокий дивизион. Тогда же было введено правило автоматического выхода и вылета для одного клуба между Четвёртым дивизионом и Футбольной конференцией, заменившее необходимость ежегодной подачи заявки на переизбрание в Футбольную лигу. Это также объединило все дивизионы чемпионата Англии в единую пирамиду национальных лиг. В сезоне 1991/92 количество клубов в Первом дивизионе вновь составило 22 команды, а уже в сезоне 1995/96 вновь снизилось до 20. К началу 1990-х годов центральным вопросом в Футбольной лиге стал вопрос о доходах.
Деньги стали иметь всё большее значение в английском футболе. В феврале 1979 года состоялся первый трансфер футболиста стоимостью £1 млн: Тревор Фрэнсис перешёл из «Бирмингем Сити» в «Ноттингем Форест». Первым игроком стоимостью £2 млн стал Тони Котти (перешёл из «Вест Хэм Юнайтед» в «Эвертон» в июле 1988 года). До основания Премьер-лиги самым дорогим игроком в английском футболе был Дин Саундерс, который перешёл из «Дерби Каунти» в «Ливерпуль» за £2,9 млн в 1991 году. Первым игроком стоимостью £3 млн стал Алан Ширер, который перешёл из «Саутгемптона» в «Блэкберн Роверс» в июле 1992 года, накануне первого сезона в Премьер-лиге.
С 1983 года Футбольная лига имеет официального спонсора своего основного турнира. Ниже представлен список спонсоров Лиги и соответствующие название турнира:
- 1983—1986: Canon (Canon League)
- 1986—1987: газета «Today» (Today League)
- 1987—1993: Barclays Bank (Barclays League)
- 1993—1996: Endsleigh Insurance (Endsleigh League)
- 1996—2004: Nationwide Building Society (Nationwide Football League)
- 2004—2010: Coca-Cola (Coca-Cola Football League)
- 2010—2013: npower (npower Football League)

Клубные турниры, которые проводятся Футбольной лигой, имеют других спонсоров.

Логотип Футбольной лиги 2004 по 2016 год

Ещё одним источником доходов Футбольной лиги являются телевизионные контракты. В 1980-х годах ряд наземных телетранслирующих компаний соперничали за право показа матчей Футбольной лиги, но с появлением спутникового транслирующей компании «British Sky Broadcasting» (Sky TV), которая активно искала привлекательные программы для создания постоянной клиентской базы и готовой платить крупные суммы денег, ситуация кардинально изменилась. Клубы высшего дивизиона Футбольной лиги требовали больше денег от Лиги, угрожая в случае отказа выйти из её состава. В 1992 году угроза была воплощена в реальность, когда клубы Первого дивизиона образовали Премьер-лигу, выйдя из состава Футбольной лиги и подписали эксклюзивный контракт на телетрансляции матчей со «Sky TV». Премьер-лига сохранила связи с Футбольной лигой, включая систему вылета и выхода клубов по окончании каждого сезона, но Футбольная лига осталась в гораздо более тяжелой ситуации: без своих лучших клубов и высоких доходов от телетрансляций. Однако, разрыв в классе между представителями двух высших дивизионов английского футбола после отделения Премьер-лиги вырос вслед за неравенством доходов команд, представлявших разные дивизионы. Если раньше клубы, добивавшиеся права выступать в Первом дивизионе обычно удерживались на этом уровне по крайней мере несколько сезонов, то начиная с первого же сезона Премьер-лиги на протяжении 9 сезонов как минимум один из клубов возвращался в Футбольную лигу, а в сезоне 1997/98 эта судьба постигла всех трех новичков. Исключениями стали лишь «Блэкберн Роверс», ставший чемпионом Англии спустя сезон после повышения, и «Ньюкасл Юнайтед», в течение 4 сезонов после повышения завершавший сезон в шестерке лидеров. Это правило стало справедливым и для вылетавших в Футбольную лигу команд (они получали солидные «выплаты-парашюты» от Премьер-лиги). В течение 12 сезонов после образования Премьер-лиги по крайней мере один из вылетевших клубов возвращался в неё спустя сезон.
Также, отделение Премьер-лиги стало причиной финансовых проблем, постигших многие клубы Футбольной лиги, вылетевших из высшего дивизиона и не решивших задачу по возвращению в неё. Также по клубам нанесло серьезный удар банкротство спонсора Премьер-лиги — ITV Digital. Некоторые клубы откатились на несколько лиг вниз, но ни один из них не прекратил существование. Лишь в сезоне 2001/02 лондонский клуб «Уимблдон», находившийся в тяжелейшем финансовом положении, переехал в город Милтон Кинс. Решение было одобрено Футбольной лигой и стало беспрецедентным для клубов такого уровня. В результате большинство болельщиков перестали поддерживать клуб, переключившись на возрожденный клуб, начавший свою историю в девятой по рангу лиге Англии.
Продажа телевизионных прав на показ матчей, проводимых под эгидой Футбольной лиги:
- 2001—2004: £315 млн на 3 года — ITV Digital. Контракт не исполнен, 27 марта 2002 года в ITV Digital введено внешнее управление.
- 2002—2006: £95 млн на 4 года — Sky Sports
- 2006—2009: £109,5 млн на 3 года — Sky Sports
- 2009—2012: £264 млн на 3 года — Sky Sports, BBC
- 2012—2015: £195 млн на 3 года — Sky Sports[4]

С 1992 года Футбольная лига уменьшилась количественно до 70 клубов. С 1995 года и по настоящее время в Футбольной лиге выступает 72 клуба. Дивизионы Лиги поменяли свои названия. Старый Второй дивизион стал новым Первым дивизионом, Третий дивизион стал Вторым, а Четвёртый — Третьим. Важнейшим приоритетом Футбольной лиги является обеспечение её финансирования из-за ограниченности доступных ресурсов. Позитивные изменения в этом направлении связаны с подписанием спонсорского соглашения с компанией «Coca-Cola». Первым из изменений стал ребрендинг Лиги, включающий переименование Первого дивизиона в Чемпионшип, Второго дивизиона — в Первую лигу, а Третьего дивизиона — во Вторую лигу.